# Hans Georg Schachtschabel
Hans Georg Schachtschabel (* 16. März 1914 in Dessau; † 29. Oktober 1993 in Mannheim) war ein deutscher Wirtschaftswissenschaftler und Politiker (SPD). Er war von 1969 bis 1983 Mitglied des Deutschen Bundestages.

## Leben
Schachtschabel besuchte die Volksschule in Dessau und Gymnasien in Dessau und Köthen. Nach dem Abitur 1933 studierte er Volkswirtschaft in Leipzig, Gießen und Wien. 1937 promovierte er an der Universität Leipzig. Anschließend war er Assistent an den Universitäten in Kiel und Halle, wo er auch 1940 bei Waldemar Mitscherlich zum Thema „Ein System der Wirtschaftslehre – ein Beitrag zur Frage nach der Wirtschaftslehre der gestalteten und geordneten Wirtschaft“ habilitierte und die Lehrtätigkeit aufnahm. Während des vom Nationalsozialistischen Deutschen Studentenbund ab 1940 organisierten Aufstands gegen Mitscherlich wurde Schachtschabel, der zu Mitscherlichs Unterstützern gehörte, nach dessen Versetzung zu einem der Angriffspunkte. 1941 wurde er mit einem Berufsverbot belegt und zum Kriegsdienst eingezogen. 1941/42 war er bei der Archivkommission des Auswärtigen Amtes tätig. Nach seiner Rückkehr nach Halle gab es Proteste, die 1943 zu seiner Versetzung an die Universität Marburg führten.
Nach dem Ende des Zweiten Weltkriegs nahm er seine Lehrtätigkeit in Marburg wieder auf. Auf Grund falscher Angaben in einem Meldebogen wurde Schachtschabel 1949 von der Universität Marburg entlassen und übernahm die Leitung des Instituts für sozialwissenschaftliche Forschung in Darmstadt und eine Lehrtätigkeit für Volkswirtschaftslehre an der Wirtschaftshochschule Mannheim, wo er 1952 eine außerordentliche Professur erhielt. Ab 1962 war Schachtschabel Lehrstuhlinhaber für Wirtschafts- und Sozialpolitik an der Hochschule, die 1967 zur Universität erhoben wurde. 1982 emeritierte er.
Schachtschabel war verheiratet und hatte zwei Kinder.

## Politisches Wirken
Schachtschabel schloss sich zum 1. November 1933 der SA an und wechselte zum 1. August 1935 zur SS. Juni 1937 beantragte er die Aufnahme in die NSDAP und wurde rückwirkend zum 1. Mai desselben Jahres aufgenommen (Mitgliedsnummer 5.730.945). 1946 wurde er Mitglied der SPD, für die er von 1953 bis 1970 in den Mannheimer Gemeinderat gewählt wurde und ab 1968 den Vorsitz der SPD-Fraktion innehatte. 1969 zog er in den Bundestag ein, wo er bis 1983 den Wahlkreis Mannheim II vertrat. Von 1974 bis 1975 war er zusätzlich Mitglied des Europäischen Parlaments.

## Ehrungen
Schachtschabel wurde 1973 mit dem Bundesverdienstkreuz I. Klasse und 1979 mit dem Großen Bundesverdienstkreuz ausgezeichnet.

## Werke (Auswahl)
- Gebundener Preis – Gerechter Preis, 1939[3]
- Automation in Wirtschaft und Gesellschaft, 1961, Rowohlt 'deutsche enzyklopädie' Band 124
- Wirtschaftspolitik in Theorie und Praxis
- Geschichte der volkswirtschaftlichen Lehrmeinungen